# Киммерийский вал
Киммери́йский вал (укр. Кімерійський вал, крымскотат. Kimmer topraq sedi, Киммер топракъ седи), также известен как Узунла́рский вал и Акко́зский вал (по названию ближайших деревень Узунлар и Аккоз) — комплексное фортификационное сооружение, представляющее собой ров с валом, укрепленными проездами и однотипными башнями-фортами, отделяющее Керченский полуостров (его восточную половину) от Крыма[прояснить] и построенное около 2,3 тысяч лет назад. Тянется на 40—42 км от Азовского моря и до Черного моря, точнее от Казантипского залива на севере 45°23′09″ с. ш. 36°03′29″ в. д. и до северного края Узунларского озера на юге 45°07′44″ с. ш. 36°07′31″ в. д.. Перешеек между Узунларским и Кояшским озером прикрывал Кояшский (Элькенский) вал (2 км длиной), который можно рассматривать как продолжение Киммерийского вала.

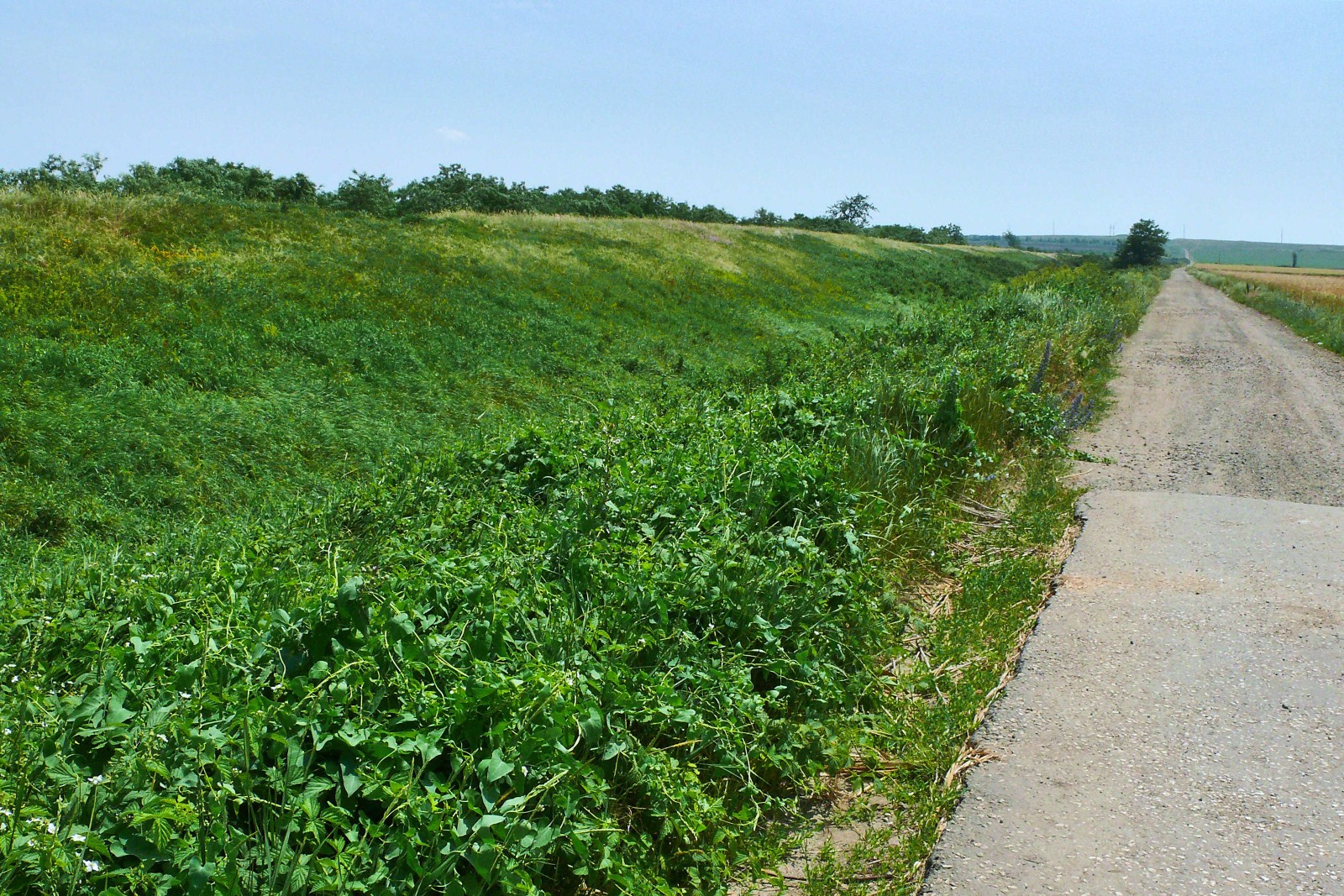
Киммерийский вал в Крыму, 2010

## Валы Керченского полуострова
В западной части Керченского полуострова всего известно три-четыре длинных меридиональных (с севера на юг) вала: Ак-Монайский вал (от Сиваша до отрогов Крымских гор); Асандров вал (в самом узком месте); Киммерийский, он же Узунларский-Аккосов; Чокракский вал. В восточной части описаны три Тиритакских вала. Самый сохранившийся из всех них именно Киммерийский вал.

## Создание Киммерийского вала
По некоторым версиям Киммерийский вал построен ещё киммерийцами, для защиты своего государства Киммерия от набегов других кочевников.
Киммерийцы жили в Таврике в самом начале железного века. Их отряды состояли из конных воинов, хорошо владевших мечами и луком, что ставит под сомнение их вклад в строительство вала: нужно было ли им строить такое мощное оборонительное сооружение?
Античный историк Геродот сообщал, что киммерийцы были вытеснены скифами и уже в VII веке до н. э. исчезли с исторической арены Крыма.
По другой версии этот вал был построен позже древними греками-колонистами в античное время (IV—III вв. до н. э.) и стал важнейшим оборонительным сооружением Боспорского царства, которое оформилось как союз греческих городов-полисов около 510 года до н. э.

## История Киммерийского вала
Изначально в этом сооружении предусматривались разрывы. Это были проезды для основных дорог (не менее десяти, шириной до 20-30 м), жизненно важных для торговли греков-колонистов.
До начала нашей эры за валом возводятся многочисленные однотипные оборонительные башни-форты (размерами примерно 10 м х 12 м.) через каждые 2,5 км друг от друга, а сам вал и проезды для дорог в нем укрепляются камнем и фланкирующими башнями.
В начале II века н. э. на Узунларском валу были дополнительно укреплены проезды главной дороги. Позже было построено поселение-крепость (Ново-Николаевское городище) — предполагаемый городок Савроматий. Также вал и Узунларское озеро с коротким Кояшским (Элькенским) валом 45°3,40′ с. ш. 36°9,17′ в. д. прикрывали близко расположенный (на горе Опук) важный пограничный город-порт Киммерик 45°2,38′ с. ш. 36°13,54′ в. д..

## Размеры вала
В древности ширина вала (местами усиленного каменной сердцевиной) у основания достигала 20 м, глубина рва — около 5 м, высота вала (от дна рва) — 7-8 м. С учетом длины сооружения (40-42 км) объем работ по созданию вала был просто потрясающим.
К середине XIX века вал осел, ров оплыл, ширина вала составила 28,5 м (40 аршин), ширина рва — 14, 2 м (20 аршин).
Сейчас для наиболее сохранившихся участков в северной части (от Азовского моря до железной дороги Керчь-Владиславовка) размеры вала гораздо скромнее: ширина насыпи 28-30 м (до 40 м), высота насыпи 2,8-3 м, ширина рва достигает 20 м при глубине 1,5-2 м. Кроме того вал частично затоплен (на протяжении 500—400 метров) Керченским водохранилищем на соседнем участке и рассечен дорогами и коммуникациями южнее.

## Упоминания в письменных источниках
Вал упоминался во многих исторических рукописях. К XVIII веку вал чаще назывался Аксар-Темир-Эндек — в переводе с тюркского языка это значит: Старый — Железный — ров. Название «Железный» связано с запасами железных руд (в насыпи вала обнаружены слои содержащие оксиды железа). Вал упоминается в современной художественной литературе, в частности о нем писал Виталий Полупуднев в историческом романе «У Понта Эвксинского».

## Археологические исследования
Узунларский вал стал добычей археологов во второй половине XX в. в связи со строительством ответвления Северо-Крымского канала. Работы велись в районе так называемой Таганашской котловины, в 30 км к западу от Керчи. Было сделано несколько поперечных разрезов вала и выявлены артефакты, определившие его примерную датировку. Впоследствии и вал, и ров неоднократно прорезались строителями и археологами, что позволило изучить их подробнее. В 1980-е годы на участке вала в долине Эль-Шенгель (западнее пос. Горностаевка) были проведены довольно обширные раскопки основного вала и еще двух валов, усиливающих основной вал в уязвимом для прорыва вражеской конницы месте.
Археологические находки и радиоуглеродный анализ четырех найденных башен-фортов в 1990 году, указывают, что все они были сожжены во время боспорской гражданской войны где-то в последней четверти I в. до н. э. Но такое тотальное разрушение можно объяснить только действиями, проводившимися против боспорян совершенно иным противником, возможно царем Понта Полемоном I, вассалом Рима. Римляне, действуя в соответствии со своей обычной в таком случае тактикой, просто сносили все оборонительные сооружения государства, в лояльности которого возникали сомнения на тот момент.
В 2002 г., С. Г. Колтуховым были проведены охранные раскопки вала и рва в нескольких километрах к югу от в районе пос. Горностаевка, южнее городища Савроматий.
В ходе тех работ были исследованы: сам вал (сегментовидный в сечении с уплощенной вершиной высотой 1,7 м и ширина в основании около 10 м, вероятно с восточной стороны укрепленный крепидами); предположительно берма, и трапециевидный в профиле ров с плоским дном, сравнительно покатым эскарпом и крутым контрэскарпом. Было выделено два (возможно и три) строительных периода. В первом периоде глубина рва составляла 2 м, дно было плоским. В последнем строительном периоде, западную часть первоначального рва расчистили до дна. Новый ров (глубиной около 2,5 м, шириной по дну около 1,5 м, вверху не менее 3,7 м) почти повторил профиль предшествующей конструкции.
Удалось определить нижнюю временную границу создания вала: под древнейшей насыпью вала, на уровне погребенной природной поверхности обнаружено несколько фрагментов амфор Гераклеи Понтийской и Фасоса. Также в слое за валом и в заполнении рва обнаружены фрагменты амфор Фасоса, Гераклеи и раннего Херсонеса. Поэтому исследователи предположили, что вал в этом месте был построен никак не ранее IV—III в. до н. э.

## Где посмотреть на этот вал?
Современная автомобильная дорога М17(E97) из Феодосии пересекает вал (хорошо сохранившийся к югу от дороги) в 2,5 км восточнее поворота на Марфовку, 3 км западнее поселка Горностаевка. 45°16′41″ с. ш. 36°07′46″ в. д.
Высшая точка вала — высота 178 к югу от дороги М17(E97) Керчь — Феодосия. 45°14′20″ с. ш. 36°09′56″ в. д. Наиболее сохранившийся участок между высотой 178 и озером Марфовское (вал до 7 метров высотой).

## Другой «киммерийский вал» на Таманском полуострове
Название Киммерийский вал также получил другой исторический объект времен античности, расположенный за Керченским проливом на Таманском полуострове. Вал длиной около 40 км можно увидеть на карте Wikimapia — он тянется от центра Таманского залива по его дну около 20 км на северо-восток и в виде наземной части длиной 20 км продолжается дальше на северо-восток до селения Пересыпь (заканчивается не доходя до берега Темрюкского залива).
Ещё в 1957 году археолог В. В. Веселов предположил, что это был не столько оборонительный вал, сколько гидротехническое сооружение. Это был судоходный канал для провода к порту Фанагория (остатки этого древнего боспорского городища — столицы Боспорского царства, археолог обнаружил примерно в 700—800 метрах юго-восточнее восточного конца этого вала) судов в условия мелеющего Таманского залива и лиманов.